# Macruronidae
Macruronidae é uma família de peixes actinopterígeos para alguns zoólogos, mas é considerado por muitos como uma subfamília da família dos merluciídeos.